# Unbroken (Fernsehserie)
Unbroken ist eine deutsche Krimiserie nach einer Idee von Marc O. Seng und Andreas Linke, die 2021 am 19. Februar in der ZDFmediathek veröffentlicht und am 23. und 24. Februar von ZDFneo ausgestrahlt wurde.

## Handlung
Die hochschwangere Kommissarin Alex Enders verschwindet kurz vor dem Geburtstermin ihrer Tochter spurlos. Nach tagelangem Verschwinden taucht sie blutverschmiert und ohne ihr Kind wieder auf. Sie hat keine Erinnerung mehr, was geschehen ist, und von ihrem Baby fehlt jede Spur. Alex verfolgt nur der Gedanke, ihr Kind zu finden. Entgegen dem Rat ihres befreundeten Chefs Paul Nowak beginnt sie selbst zu ermitteln. Sie riskiert dabei ihren Job und setzt ihre Beziehung und sogar ihr Leben aufs Spiel. Alex muss sich schließlich fragen, inwieweit sie selbst an dem Verbrechen beteiligt ist. Sie und ihr Ehemann Leif müssen sich darauf einstellen, dass sie womöglich ihre Tochter nie mehr wiedersehen. Alex entscheidet sich, wieder ihre Stelle bei der Polizei anzutreten. Ihr erster Fall, ein Mord an einer rumänischen Prostituierten, scheint ihre Erinnerungen an ihre eigene Entführung wieder zu wecken. Sie vermutet einen Zusammenhang und möchte ihren Chef davon überzeugen, doch der blockt ab. Alex glaubt, dass jemand ihre Ermittlungen verhindern will.

## Episodenliste

### Staffel 1
| Nr. | Originaltitel | Erstausstrahlung DE | Zuschauer      | Marktanteil |
| --- | ------------- | ------------------- | -------------- | ----------- |
| 1 | Kapitel 1     | 23. Feb. 2021       | 1,33 Millionen | 4,9 %       |
| Kurz nach ihrer Verabschiedung in den Mutterschutz wird die hochschwangere Kommissarin Alexandra „Alex“ Enders auf einem Supermarkt-Parkplatz betäubt und entführt. Sechs Tage später kommt sie in einem Waldstück ohne Erinnerung und ohne Babybauch zu sich. Sie soll laut ärztlichem Bericht ihr Baby auf natürlichem Wege zur Welt gebracht haben. Alle Bemühungen von Alex’ Vorgesetztem Paul Nowak, das verschwundene Baby wiederzufinden, scheitern. Nachdem Alex kurz vor ihrem Verschwinden noch mit ihrer Schwangerschaft gehadert hat, treibt sie nun nur noch der Gedanke an, dass sie ihr Kind finden muss. |               |                     |                |             |
| 2 | Kapitel 2     | 23. Feb. 2021       | 1,15 Millionen | 5,6 %       |
| Die Ermittlungen im Mordfall der rumänischen Prostituierten Irina führen Alex und ihre Kollegen zum Ehepaar Küfner. Die inzwischen verstorbene Irina hatte das Baby der Küfners als Leihmutter ausgetragen. Alex vermutet einen Zusammenhang zwischen dieser Leihmutterschaft und der Entführung ihres eigenen Kindes. |               |                     |                |             |
| 3 | Kapitel 3     | 23. Feb. 2021       | 1,03 Millionen | 7,3 %       |
| Alex ist überzeugt davon, dass jemand ihre Ermittlungen um jeden Preis verhindern will. Sie kommt auf die Spur von Anna Winter, deren Tochter vor einigen Jahren ebenfalls spurlos verschwand. Alex ermittelt auf eigene Faust und findet heraus, wer damals die Ermittlungen im Fall Winter geleitet hat – niemand anderer als ihr Kollege Paul Nowak. |               |                     |                |             |
| 4 | Kapitel 4     | 24. Feb. 2021       | 1,47 Millionen | 5,6 %       |
| Auf einer verlassenen Industriebrache wird die verkohlte Leiche von Stefan Krusowitz entdeckt. Am Tatort findet Alex einen Hinweis auf den Ort, wo sie sechs Tage gefangen gehalten wurde. Sie klammert sich an die Hoffnung: Wenn sie den Mörder von Krusowitz findet, wird sie auch ihre Tochter finden. Doch Nowak blockiert die Ermittlungen erneut. |               |                     |                |             |
| 5 | Kapitel 5     | 24. Feb. 2021       | 1,27 Millionen | 6,4 %       |
| Alex entdeckt eine Verbindung zwischen dem toten Krusowitz und ihrem eigenen Ex-Freund Jakob. Doch als sie Nowak davon erzählt, suspendiert er sie wegen ihrer unhaltbaren Dienstverstöße. In der Hoffnung, ihre Tochter endlich zu finden, folgt sie Jakob zu einem unbekannten Ort im Wald. Zeitgleich macht Nowak eine dramatische Entdeckung. Fieberhaft sucht er Alex, um sie vor einem schrecklichen Fehler zu bewahren. |               |                     |                |             |
| 6 | Kapitel 6     | 24. Feb. 2021       | 1,13 Millionen | 7,9 %       |
| Auf der Flucht vor ihren Kollegen wird Alex von ihren eigenen Ängsten und Selbstvorwürfen heimgesucht. Nowak wird von seinem schlechten Gewissen gequält. Er hat neue Erkenntnisse und entscheidet sich, Alex zu helfen. Gemeinsam schaffen es Alex und Nowak, alle Puzzleteile an den richtigen Platz zu setzen, und es kristallisiert sich heraus, wie Vergangenheit und Gegenwart in Wahrheit miteinander verknüpft sind. |               |                     |                |             |

## Produktion
Ursprünglich war die Miniserie unter dem Titel Void geplant, nach einer Drehunterbrechung aufgrund der COVID-19-Pandemie wurde sie in Unbroken umbenannt. Gedreht wurde in Köln und Umgebung. Mit mehr als drei Millionen Sichtungen (über 465.000 pro Folge) war sie die bis dato erfolgreichste ZDFneo-Serie in der Mediathek und löste damit Sløborn ab.

## Kritik
Die Serie erhielt überwiegend positive Kritiken. Matthias Hannemann bezeichnet Unbroken in der FAZ als „echten Hit“, und als „rundum gelungene, sehr dicht erzählte, extrem gut gespielte und auf Wucht und Wirkung getrimmte deutsche Serie.“ Allerdings räumt er ein, ohne Aylin Tezel „würde das alles verpuffen.“ Ihre Leistung hält er für preiswürdig, dank ihr sei die Serie „ein derart starker Auftritt, dass [sie] möglicherweise auch im Ausland auf Resonanz stoßen könnte.“
Auch Peter Zander hält in der Berliner Morgenpost den Part von Aylin Tezel für eine „Wahnsinnsrolle“ und Unbroken für ein „kleines Juwel“ und „eine packende Miniserie“. Im Gegensatz zu ihrer Figur im Dortmunder Tatort könne Tezel hier „eine ganze Palette an Emotionen spielen, bis hin zur Verzweiflung und dem Wahn, sie könne die Tat wirklich selbst begangen haben.“
Beim Medienmagazin DWDL.de hingegen heißt es, dass überwiegend Klischees bedient werden und bezeichnet die Serie als „solide Krimi-Kost“. Aber auch sie heben die Darstellung von Tezel als „spektakuläre Ausnahme“ hervor und schreiben, dass ab Episode drei das Tempo anzieht wie die Hauptrolle es von Beginn an tut.
Maximilian Haase schreibt für prisma.de, dass Unbroken das „psychologische Drama, das einen Menschen am Rande des Ertragbaren zeigt“, fokussiert und dies dank der Hauptdarstellerin Tezel, die die Serie fast im Alleingang trägt, fulminant gelingt.
Markus Ehrenberg beschreibt die Serie im Tagesspiegel als „ein sehenswerter Krimi zum (vordergründigen) Generalthema Leihmutterschaft, klischeefrei, finster und spannend bis zum Ende, wobei vielleicht nicht jede Drehbuchseite auf Plausibilität abgeklopft werden sollte. Mit einer Katastrophe anfangen und dann ganz langsam steigern – wenn es nach diesem Prinzip geht, ist ‚Unbroken‘ jedenfalls schon mal ganz vorne mit dabei“.